# Tetrapogon
Tetrapogon é um género botânico pertencente à família Poaceae.
1. ↑  «Tetrapogon — World Flora Online». www.worldfloraonline.org. Consultado em 19 de agosto de 2020